# プロール
プロール（Prowl）はハズブロとタカラ（現・タカラトミー）のロボット玩具シリーズ、トランスフォーマーに登場する、架空のキャラクターである。

## 概要
パトカーをモチーフに変形する最初のロボットで、トランスフォーマーシリーズはもちろんのこと、後に製作された勇者シリーズ、マシンロボと必ず登場する定番変形モチーフの代表格のキャラクターである。
また、サイバトロンマークはプロールの顔がモチーフになっているという逸話もある。

## G1
『戦え!超ロボット生命体トランスフォーマー』第1話「地球への道」から登場。声を担当したのは英語版ではマイケル・ベル、日本語版では石井敏郎、難波圭一（第11、16話）。

### 性格・特徴
サイバトロンの戦略家。フェアレディZ・S130型のパトロールカーに変形。海外版玩具、イギリス版コミックでは彼が副官という設定。
慎重で忍耐強く、任務に対して忠実な性格の持ち主。論理的で、混戦時においても戦況を読むことができる、バトルコンピュータを持つが、突発的なトラブルに弱い。
武器はセミオートマチックライフル。両耳に当たる部分から、アンテナを出し、オンラインコンピュータのキーボード操作と動きをリンクアップできる。カーモードではフロントから小銃を展開。
玩具では両肩に「有線式焼夷ミサイルキャノン」を装備しているが、アニメでは、装備していない状態で描かれている。

### 活躍
第1話冒頭にて外宇宙へのエネルギー探索を発案。以後前線で戦うことも多く、戦略家としての役割を果たすことは少ない。
第5話「メガトロンの帰還」ではストリークとデストロンを追跡。バトルコンピュータがダウンし、戦闘不能に陥るが、チップのパソコンとリンクし、反撃を開始する。
第11話「フランケンシュタイン・スパイク」では負傷したスパイクを病院へ運ぶために、病院への道を先導する。

#### トランスフォーマー ザ・ムービー
地球のサイバトロンシティに向かう途中、デストロンが襲来。調査に向かわせたゴングが倒れた後、応戦するが、スカベンジャーの一撃を受け死亡。
『2010』の第8話では、墓地が登場。

#### トランスフォーマー ザ☆ヘッドマスターズ
第1話に登場し、地球サイバトロン部隊として登場。
前述の通り、ザ・ムービーですでに戦死しているが、同タイプの別人（もしくは後述のバイナルテック世界の彼）かどうかは不明。

#### その他
「トランスフォーマージェネレーション2014 VOL.1」に掲載された、『2010』第26話「原始の呼び声」の後日談を描くコミック『CONTROVERSE』では、バイナルテック世界に帰還できなくなったプロールとホイルジャックがG1世界のコンボイに滞留許可を申請しており、途中でG1のボディに変わっている。なお、バイナルテック世界には彼らのバックアップが用意されている。

### 玩具（G1）
元の玩具は、ダイアクロンのカーロボットNo.13ポリスカーフェアレディZ。『トランスフォーマー』では塗装変更品として、1985年6月に「09」のナンバーを与えられて発売。
2003年7月には『トランスフォーマー コレクション』にて「02」として再発売された。

## アクションマスター
『アクションマスター』では砲座に変形するバイク・ターボサイクル/TurboTurboCycleが付属。

## バイナルテック
『バイナルテック』では、軍事戦略家プロールとして登場。インテグラタイプR（AlternatorsではアキュラRSX）のパトロールカーに変形。本来の生命コアは亜空間で行方不明になってしまったため、チップ・チェイスと融合している。
玩具は「BT-15」のナンバーを与えられて2005年7月に発売。ボディショップ計画による予備ボディという設定の、青い市販車バージョンも存在する。

## 変形!ヘンケイ!トランスフォーマー
『TRANSFORMERS　UNIVERSE』で発売されたものの仕様変更品。G1の玩具同様にミサイルランチャーを装備しているが、収納しアニメ版に見立てることも可能。国内では「C-08」のナンバーを与えられて2008年9月に発売。パトライトの形状が変更され、一部にメッキ加工がされている。仕様変更品としてストリーク／Silverstreak、スモークスクリーン／Smokescreenがある。サイズは海外の基準でデラックス（DELUXE）。開発担当は幸日佐志。
付属コミックスでは誠実な性格として描かれている。パトロールをしていた際、子供を乗せて猛スピードで走るサンストリーカーを停車させる。彼らは子供がラムジェット、サンダークラッカーらジェットロンにイタズラ書き（プロール曰く「随分ととしゃれたペイント」）をしたために追われており、プロールはサンストリーカーと共にジェットロンを撃退した後、子供に注意を促す。
2010年には『トランスフォーマーガム』の第2弾にてキット化されている。

## 実写映画版
実写映画版ではパトカーは敵にしたいという要望から。プロールをモチーフにバリケードが登場した。こちらはサリーンSチューンドのパトカーから変形し、ディセプティコンのエンブレムを元に顔が作られた。
英語版ではジェス・ハーネルが日本語版では北川勝博が担当。

## アニメイテッド

### 特徴・活躍
オプティマス部隊の非正規隊員で、孤高を好む生真面目な忍者タイプの戦士。声は英語版がジェフ・グレン・ベネット、日本語版は遊佐浩二が担当。
詳細はオプティマス部隊を参照。

### 玩具（アニメイテッド）
2010年3月27日に「TA-05」のナンバーを与えられて発売。ブリッツウイングとのセット箱「セットE 暗闇の対決」も発売されている。サイズは海外版の基準でデラックス。
8月28日に強化アーマーを追加したサムライプロールが「TA-34」のナンバーを与えられて発売。

## その他特記事項
『ビーストウォーズII』のライオジュニアの海外名は「プロール」であり、また、『スーパーリンク』のレッドアラートの海外名にもなっている。
同型のダイアクロンカーロボット フェアレディZの仕様変更品としてストリーク/Bluestreak、スモークスクリーン/Smokescreenがある。ストリークの基になったカーロボット フェアレディZの車体色はメタリックブルーとシルバーだったため、それを踏まえて本来であればボディーカラーが青になる予定であった。だが、実は同じ製品の車体色には現行のストリークと同じ配色のシルバーとブラックのものもあり、そちらの配色の方が製品版となってしまい結果として「Blue」の名前だけが残ることとなった。『TRANSFORMERS　UNIVERSE』ではその反省を踏まえストリーク/Silverstreak、スモークスクリーン/Smokescreenとしてストリークのみ英名が変更になっている。その他のシリーズ「スタジオシリーズ（ザ・ムービー版）」や『ウォーフォーサイバートロントリロジー シージ』などではストリークの英名はG1準拠の設定を踏まえた「Bluestreak」のままとなっている。